# Pere Farrés i Arderiu
Pere Farrés i Arderiu (Manlleu, Osona, 25 de febrer de 1948 - Vic, Osona, 8 de novembre de 2008) va ser un historiador de la literatura, crític literari, professor d'educació secundària i professor universitari català.

## Trajectòria
Després d'iniciar els estudis el 1972, es llicencià en filologia hispànica (1977) i es doctorà en filologia catalana (1993) a la Universitat Autònoma de Barcelona, on va tenir com a professors dues persones que el van marcar decisivament, Joaquim Molas i Jordi Castellanos. Fou professor de batxillerat, i des del 1995 de la Universitat de Barcelona. El 1975 publicà el seu primer article de crítica literària, «Miquel Martí Pol, ara» a Tele/eXpres, que fou seguit per «El llarg viatge poètic de Miquel Martí i Pol» a Els Marges el 1976, i «Miquel Martí i Pol sense l'escorça» a Serra d'Or el 1977.
Durant la seva trajectòria professional es dedicà principalment a l'estudi de la poesia i al teatre vuitcentistes i a la literatura de postguerra, destacant diversos estudis publicats en aquesta àrea de treball, com La tragèdia en el procés de “renaixença” del teatre culte del segle XIX (2000) i edicions i estudis de l'obra de Jacint Verdaguer (L'Atlàntida, 2002; Fonts historiogràfiques de “Colom” de Jacint Verdaguer, 1995; La construcció de “L'Atlàntida”, 2001), Víctor Balaguer (Tragèdies, 2001) i Ramon Picó i Campamar (Cor de roure, 2006; Un jove romàntic, Ramon Picó i Campamar, 2004). Fou un dels principals especialistes en l'obra de Miquel Martí i Pol, al qual dedicà nombrosos assaigs, i també el curador dels quatre volums de la seva Obra poètica (1989-2004). Fou redactor de l'“Anuari Verdaguer”, membre fundador de la Societat Verdaguer i col·laborador habitual d'“Els Marges”, “Reduccions” i “Llengua & Literatura”.

## Reconeixements
L'any 2009 la Facultat de Filologia de la Universitat de Barcelona li va retre un homenatge. Aquell mateix any l'Ajuntament de Manlleu li va concedir el nomenament pòstum de fill predilecte de Manlleu.